# Alessandra Locatelli
Alessandra Locatelli (ur. 24 września 1976 w Como) – włoska polityk i samorządowiec, deputowana XVIII kadencji, w 2019 i od 2022 minister.

## Życiorys
Absolwentka socjologii na Università degli Studi di Milano-Bicocca, specjalizowała się w opiece nad osobami z upośledzeniem umysłowym. Dołączyła do Ligi Północnej, w 2016 została sekretarzem partii w Como. Wybierana na radną rodzinnej miejscowości, w 2017 objęła urząd asesora we władzach miejskich.
W wyborach w 2018 po raz pierwszy uzyskała mandat posłanki do Izby Deputowanych. W lipcu 2019 weszła w skład rządu Giuseppe Contego jako minister bez teki do spraw rodziny i osób niepełnosprawnych. Zakończyła urzędowanie wraz z całym gabinetem we wrześniu 2019. W styczniu 2021 dołączyła do władz Lombardii jako asesor do spraw rodziny, solidarności społecznej, osób niepełnosprawnych i wyrównywania szans. W październiku 2022 została ministrem bez teki do spraw osób niepełnosprawnych w gabinecie Giorgii Meloni.